# Mezquital del Oro (kommun)
Mezquital del Oro är en kommun i Mexiko.   Den ligger i delstaten Zacatecas, i den centrala delen av landet, 500 km väster om huvudstaden Mexico City.
Följande samhällen finns i Mezquital del Oro:
- Mezquital del Oro
- Los Guajes